# یاسک کژاوینسکی
یاسک کژاوینسکی (انگلیسی: Jacek Kurzawiński؛ زادهٔ ۲۴ فوریهٔ ۱۹۶۲) مربی و بازیکن سابق والیبال اهل لهستان بود.
یاسک سابقه عضویت در تیم ملی لهستان را به عنوان بازیکن در کارنامه خود دارد.